# 馬修·沃爾夫
馬修·沃爾夫（英語：Matthew Wolff，1999年4月14日—）是美國的一位高爾夫球手。他曾代表俄克拉荷馬州立大學參加NCAA的比賽。2019年，他獲得NCAAI級個人錦標賽冠軍。這一年他還贏得了3M公開賽冠軍，也是他首個PGA巡迴賽賽事冠軍。

## 外部連結
- 馬修·沃爾夫在PGA巡迴賽的官方網站
- 馬修·沃爾夫在男子高爾夫世界排名的官方網站
- Profile on Oklahoma State's official athletic site （页面存档备份，存于）